# Enriqueta Vásquez de Ospina
Enriqueta Vásquez de Ospina (Medellín, 1832-Medellín, 10 de diciembre de 1886) fue una empresaria colombiana, tercera esposa del presidente Mariano Ospina Rodríguez.

## Biografía
Nació en Medellín en 1832. Es considerada con frecuencia como la verdadera cabeza detrás de los negocios de la familia Ospina Vásquez. Aunque solo asistió durante dieciocho meses a la escuela, fue criada en una estricta educación religiosa.
En abril de 1855 se casó con Mariano Ospina Rodríguez, su tío político, lo que significó la unión de los negocios de la familia Ospina con los de la familia Vásquez. Tras la muerte de su padre en 1858, tanto ella como su madre, María Antonia Jaramillo Soto, heredaron de este varias propiedades, incluidas minas, tierras y ganado, esparcidas por todo el país, en especial en Antioquia y Cundinamarca. Entre los negocios en los que invirtieron fue en el establecimiento de una red de importación y comercio de productos ingleses en la Región Caribe. En todas estas empresas estaban representadas por su hermano Eduardo.
Tras que Ospina Rodríguez fuera derrocado en julio de 1861, este fue encarcelado en Cartagena junto con su hermano, Pastor Ospina Rodríguez. Ambos fueron condenados a muerte, pero por la intervención del general José de los Santos Gutiérrez, la pena les fue cambiada por la cadena perpetua. Estos se fugaron de Cartagena con la ayuda de Enriqueta, quien recibió el apoyo de diplomáticos estadounidenses y europeos. La familia huyó al exilio y se estableció en Guatemala. Tras esto, se encarga de la administración de los negocios de su esposa, en una sociedad en que los derechos de las mujeres sobre la propiedad eran muy limitados.
En esa época, comienza a florecer la industria agrícola y comercial guatemalteca, condición aprovechada por los empresarios exiliados. Junto con su madre y su hermano Uladislao, estableció una empresa de importación de mercancías en Guatemala; entre los productos, que llegaban desde Europa vía Panamá, estaban prendas de vestir, vidrios, platos y utensilios, solo acequibles para la Aristocracia guatemalteca. Allá también establecieron el Banco Colombiano, que contaba también con el capital de empresarios antioqueños y guatemaltecos, incluso del Presidente de Guatemala, Justo Rufino Barrios. En junio de 1871, el gobierno de Vicente Cerna y Cerna fue derrocado, y la familia Ospina regresó a Colombia, pese a sus buenas relaciones con la élite liberal que pasó a gobernar el país; incluso, el presidente Miguel García Granados le ofreció el cargo de ministro de Hacienda a Ospina Rodríguez, propuesta que no aceptó. Conservaron sus propiedades en Guatemala hasta 1875.
Tras regresar a Colombia, estableció una serie negocios en Antioquia; se convirtió en socia fundadora y accionista del Banco de Medellín. Así mismo, fue propietaria del almacén La Estrella, en Medellín, dedicado al comercio de ropa importada. En 1879, tras el fin de la Guerra de las Escuelas, el presidente del Estado Soberano de Antioquia, Tomás Rengifo, les expropió las casas y los negocios a la familia al acusarlos de financiar a los insurrectos conservadores, dedicando su vivienda a servir como sede de la Asamblea del Estado de Antioquia.
Aunque no ejerció ningún cargo público, también se le considera como una ideóloga importante al interior del Partido Conservador y la clase alta antioqueña.
Durante sus últimos años promovió la fundación de varias instituciones de educación para las mujeres. Falleció en diciembre de 1886, en Medellín, a la edad de 54 años.

## Familia

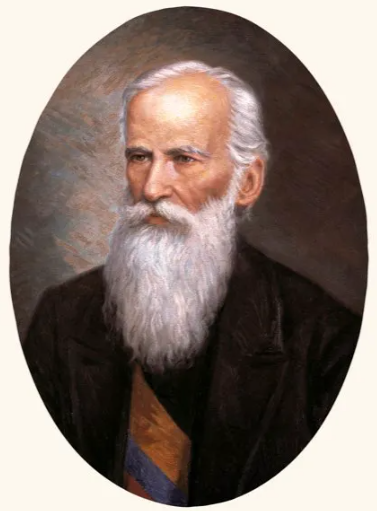
Su cuñado y esposo, el expresidente Mariano Ospina Rodríguez.

Parte de la familia Vásquez, era hija del empresario Pedro Vásquez Calle y de María Antonia Jaramillo; entre sus hermanos se contaban a los empresarios Uladislao, Pedro, Julián y Eduardo Vásquez Jaramillo, el primero quien fue alcalde de Medellín y el último quien fue gobernador de Antioquia.
Se casó en 1855 con el político conservador Mariano Ospina Rodríguez, presidente de Colombia entre 1857 y 1861, unión de la cual nacieron 5 hijos: el ministro de Instrucción Pública Tulio Ospina Vásquez, el presidente Pedro Nel Ospina Vásquez, Santiago Ospina Vásquez, María Ospina Vásquez y el ministro de Guerra Mariano Ospina Vásquez.